# گوستاو فلاتو
گوستاو فلاتو (آلمانی: Gustav Flatow؛ ۷ ژانویه ۱۸۷۵–۲۹ ژانویه ۱۹۴۵) یک ژیمناست هنری اهل آلمان بود.
از افتخارات وی می‌توان به کسب مدال طلا پارالل تیمی و بارفیکس تیمی در بازی‌های المپیک تابستانی ۱۸۹۶ اشاره کرد.

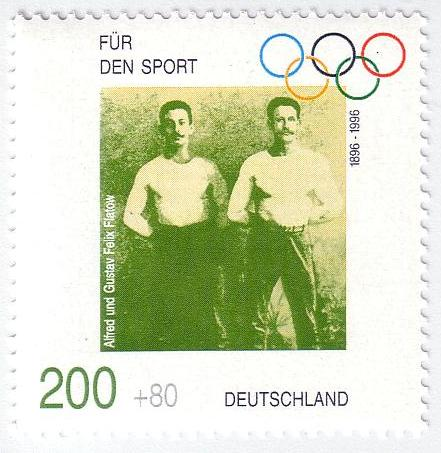
تمبر یادبود گوستاو و آلفرد فلاتو